# Physcia dimidiata
Physcia dimidiata är en lavart som först beskrevs av Johann Franz Xaver Arnold och som fick sitt nu gällande namn av William Nylander. 
Physcia dimidiata ingår i släktet Physcia och familjen Physciaceae.   Inga underarter finns listade i Catalogue of Life.